# Elizabeth Hamiltonová, hraběnka z Orkney
Elizabeth Hamiltonová, hraběnka z Orkney (rozená Villiersková; 1657 – 19. dubna 1733) byla anglickou dvořankou z rodiny Villiersů a v letech 1680 až 1695 údajnou milenkou anglického a skotského krále Viléma III. Byla dvorní dámou jeho manželky a spoluvládkyně, královny Marie II.

## Život
Narodila se jako dcera plukovníka Eduarda Villierse a Frances Howardové, nejmladší dcery Theofila Howarda, 2. hraběte ze Suffolku a Elizabeth Humeové. Jako guvernantka princezen Marie a Anny, zajistila lady Villiersová svým dětem místo a vliv v domácnosti budoucí královny Marie II. Elizabethiny sestry Anna a Kateřina byly dvorními dámami, které doprovázely princeznu Marii do Haagu, kde se stala oranžskou kněžnou. Elizabethin bratr Edward, pozdější 1. hrabě z Jersey, byl nejvyšším štolbou královského dvora.
Elizabeth se stala Vilémovou milenkou údajně asi tři roky po jeho svatbě s Marií. V roce 1685 Mariin otec Jakub II. Stuart zneužil zvěsti o Vilémově nevěře v pokusu odůvodnit rozdělení princezny a knížete. Po svém nástupu na anglický trůn Vilém převedl velkou část zkonfiskovaných irských pozemků Jakuba II. na Elizabeth. Parlament v roce 1699 toto postoupení zrušil.
Smrt Marie II. 28. prosince 1694 znamenala, že o necelý rok později ukončil zřejmě Vilém svůj vztah s Elizabeth, říkalo se, že to bylo poslední přání jeho manželky.
V roce 1694 vedli dva muži souboj, možná kvůli náklonnosti Elizabeth Villiersové. Mladý John Law, tou dobou chudý, zabil 9. dubna 1694 Edwarda "Beau" Wilsona. Law byl vyšetřován a původně byl za vraždu odsouzen k smrti. Čin byl však přehodnocen na zabití a trest změně na pokutu.
25. listopadu 1695 se Eliabeth provdala za svého bratrance, lorda George Hamiltona, pátého syna 3. vévody z Hamiltonu. V roce 1696 obdržel titul hraběte z Orkney a později se stal britským polním maršálem. Elizabeth sloužila zájmům svého manžela a manželství bylo šťastné.
Lady Orkneyová si udržela společenský význam i v hannoverské éře a byla hostitelkou Jiřího I. a Jiřího II. na svých statcích v Clivedenu, Buckinghamshire. 19. dubna 1733 zemřela v Londýně.

## Rodina
Elizabeth Villiersová byla sestřenicí Barbary Villiersové, milenky krále Karla II., jejich otcové byli bratři. Její teta z otcovy strany byla Anne Villiersová, hraběnka z Mortonu, kmotra a guvernantka princezny Henrietty Anny.

## Potomci
S Georgem Hamiltonem, 1. hrabětem z Orkney, synem Anne Hamiltonvé, 3. vévodkyně z Hamiltonu a Williama Douglas-Hamiltona, vévody z Hamiltonu, měla Elizabeth tři dcery, nejstarší z nich zdědila otcovy majetky a tituly:
- Anna O'Brienová, 2. hraběnka z Orkney
- Frances Lumley-Saundersonová, hraběnka ze Scarbrough
- Henrietta Boyleová, hraběnka z Corcku